# Костёрин, Анатоль
Анатоль Костёрин (фр. Anatole Kostjoerin; Пустой шаблон {{ВД-Преамбула}} ) — монегасский шахматист.
В составе сборной Монако участник 6 шахматных олимпиад (1960, 1964, 1966, 1968, 1974, 1976 гг.).
На олимпиаде 1960 г. выступал на 1-й доске. Сыграл 18 партий, из которых 2 выиграл (в том числе у будущего президента ФИДЕ Ф. Кампоманеса), 7 проиграл (в том числе М. М. Ботвиннику) и 9 завершил вничью.
На олимпиаде 1964 г. выполнял функции запасного участника. Набрал 7 очков в 16 партиях (5 побед, 7 поражений, 4 ничьи).
На олимпиаде 1966 г. играл на 4-й доске. В 16 партиях набрал 8½ очков (4 победы, 3 поражения, 9 ничьих). В числе сыгранных партий была курьезная победа над представителем Кипра А. Ланциасом: очередное повторение широко известной ошибки черных в защите Каро—Канн (1. e4 c6 2. d4 d5 3. Кc3 de 4. К:e4 Кd7 5. Фe2 Кgf6?? 6. Кd6#).
На олимпиаде 1968 г. снова играл на 4-й доске. Выступал крайне неудачно, выиграл всего 1 партию и сделал 7 ничьих, потерпев при этом 8 поражений.
На олимпиаде 1974 г. вновь выступал на 4-й доске. Сыграл всего 7 партий (меньше, чем другие участники команды), в которых набрал 2½ очка (1 победа, 3 ничьи, 3 поражения).
На последней в своей карьере олимпиаде был 1-м запасным участником. В 8 партиях набрал 50% очков: 2 победы, 2 поражения и 4 ничьи.
Участвовал в побочном соревновании крупного международного турнира в Монте-Карло (1968 г.).